# Armata del Golfo
L'Armata del Golfo fu l'armata dell'Unione operativa nell'area del golfo degli Stati controllati dalle forze dell'Unione, per lo più in Louisiana e Alabama, durante la guerra di secessione americana.

## Storia
Il Dipartimento del Golfo fu creato quando l'ammiraglio David G. Farragut conquistò, nel 1862, la città di New Orleans. Al comando del Dipartimento fu posto il maggior generale Benjamin F. Butler, già comandante delle forze di occupazione dell'Unione. Le truppe presenti nel Dipartimento vennero a costituire l'Armata del Golfo.

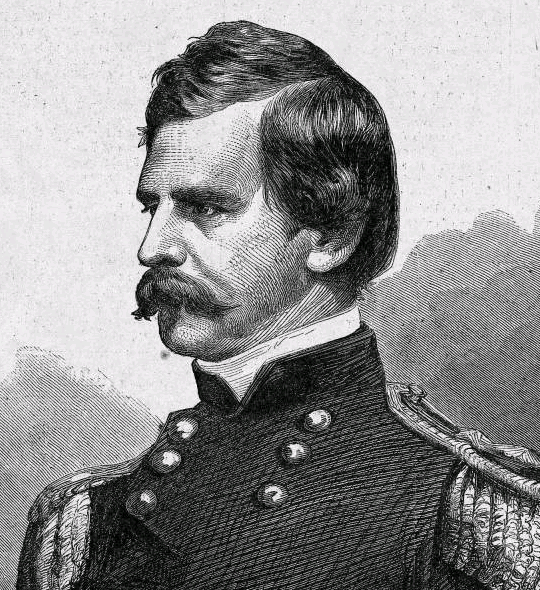
Nathaniel Prentice Banks

Durante il resto dell'anno l'armata fu impegnata in piccole azioni e, il 17 dicembre, Butler fu sostituito dal maggior generale Nathaniel P. Banks. Banks assunse il comando del Dipartimento del Golfo, dell'Armata del Golfo e del XIX Corpo d'armata che, anche se con un nome differente, rappresentava le stesse truppe costituenti l'Armata. Banks condusse le sue truppe in molte battaglie al sud della Louisiana che portarono, alla fine, all'assedio di Port Hudson conclusosi, il 9 luglio 1863, con la resa dei Confederati. L'anno seguente furono aggiunti al Dipartimento il XIII Corpo d'armata e due divisioni del XVI Corpo d'armata. Banks conservò il comando dell'Armata e del Dipartimento, mentre il generale William H. Emory assunse il comando del XIX Corpo d'armata.
Nel marzo del 1864 Banks iniziò la disastrosa campagna Red River in Louisiana; dopo il suo fallimento rassegnò le dimissioni e il comando dell'Armata del Golfo fu affidato al maggior generale Stephen A. Hurlbut. Il XIX Corpo d'armata fu inviato a Shenandoah Valley, nell'ovest della Virginia e le rimanenti forze dell'Armata parteciparono, il 5 agosto, all'attacco di terra nella battaglia di Mobile Bay.
Nel corso della guerra, i due rimanenti Corpi d'armata (il XIII e il XVI) furono integrati nella Divisione militare del Mississippi dell'Ovest, al comando del maggior generale Edward Canby, per pianificare l'offensiva tesa alla conquista della città di Mobile in Alabama. Durante questa operazione Canby rinominò le forze in Armata del Mississippi dell'Ovest. Anche se ora sotto un nome differente, le truppe costituivano virtualmente la stessa Armata, e presero parte, alla fine del mese di marzo, alla battaglia di Spanish Fort e, nei primi giorni di aprile, alla battaglia di Fort Blakely. Verso la fine della guerra Canby fu nominato comandante del Dipartimento del Golfo e le forze furono nominate nuovamente come Armata del Golfo.

## Comandanti
- Maggior generale Benjamin Butler (23 febbraio – 15 dicembre, 1862)
- Maggior generale Nathaniel Banks (15 dicembre, 1862 – 23 settembre, 1864)
- Maggior generale Stephen A. Hurlbut (23 settembre, 1864 – 22 aprile, 1865)
- Maggior generale Nathaniel Banks (23 aprile, 1865 – 3 giugno, 1865)
- Maggior generale Edward Canby (3 giugno, 1865 – 27 giugno, 1865)

## Maggiori battaglie e campagne
- Battaglia di Irish Bend  (Banks)
- Battaglia di Fort Bisland  (Banks)
- Assedio di Port Hudson  (Banks)
- Campagna del Red River  (Banks)
- Battaglia di Spanish Fort  (Canby) come Armata del Mississippi dell'Ovest
- Battaglia di Fort Blakely  (Canby) come Armata del Mississippi dell'Ovest